# Matki pingwinów
Matki pingwinów – polski serial obyczajowy w reżyserii Klary Kochańskiej-Bajon i Jagody Szelc, udostępniony 13 listopada 2024 roku na platformie VOD Netflix. Fabuła serialu była inspirowana osobistymi doświadczeniami reżyserki Klary Kochańskiej-Bajon.
W maju 2025 r. Netflix potwierdził drugi sezon serialu.

## Fabuła
U siedmioletniego syna zawodniczki MMA Kamy (Masza Wągrocka) zdiagnozowane zostaje spektrum autyzmu, a kobiecie trudno jest się z tym pogodzić. Za opinią specjalistów, decyduje się przepisać dziecko do szkoły dla dzieci ze specjalnymi potrzebami, w której Jaś (Jan Lubas) szybko się aklimatyzuje i zaprzyjaźnia się z innymi uczniami. Młoda matka czuje się zagubiona w gronie rodziców przyjaciół jej syna i stara się znaleźć z nimi wspólny język.

## Obsada

### Główna
- Masza Wągrocka – Kamila Barska
- Barbara Wypych – Ula Wojtal
- Magdalena Różczka – Tatiana Tracz
- Tomasz Tyndyk – Jerzy Lejman

### Drugoplanowa i epizodyczna
- Jan Lubas – Jaś Barski-Gwizdała
- Maksymilian Młodawski – Michał
- Amelia Sarzyńska – Hela
- Tola Będzikowska – Tola
- Oleh Drach – Mykoła
- Sebastian Perdek – manager Marcin
- Karolina Kominek – matka Basi
- Jana Piotrowska – Basia
- Dominika Kluźniak – matka Andrzejka
- Agnieszka Suchora – Gośka
- Piotr Głowacki – Maciek
- Maksymilian Obst – Franek Wojtal, brat Toli
- Grażyna Bułka – matka Uli
- Krystyna Janda – matka Jerzego
- Maciej Miszczak – Maks
- Joanna Balasz – Agata
- Marina Polniuk – Marina
- Zuzanna Galewicz – asystentka PR-owca
- Marcin Miodek – PR-owiec
- Piotr Borowski – dyrektor szkoły polsko-brytyjskiej
- Jacek Borusiński – prezes No Ko
- Piotr Rogucki – Grzesiek
- Izabela Dąbrowska – prezeska Caroline
- Ewelina Starejki – szefowa marketingu
- Weronika Krystek – pani Ania
- Roman Gancarczyk – dyrektor „Cudownej przystani”
- Maciej Kosmala – nauczyciel wspomagający
- Anna Chorostecka – nauczycielka wspomagająca
- Karol Bernacki – Robert
- Mirosław Zbrojewicz – Karol
- Weronika Humaj – Julia
- Józef Kowalski-Djajadisastra – Andrzejek

## Odcinki
| Odcinek | Tytuł        | Reżyseria             | Scenariusz            | Premiera (Netflix) |
| ------- | ------------ | --------------------- | --------------------- | ------------------ |
|         |              |                       |                       |                    |
| 1       | Coś nie halo | Klara Kochańska-Bajon | Klara Kochańska-Bajon | 13 listopada 2024  |
|         |              |                       |                       |                    |
| 2       | Onlajn       | Klara Kochańska-Bajon | Klara Kochańska-Bajon | 13 listopada 2024  |
|         |              |                       |                       |                    |
| 3       | Wyzwania     | Klara Kochańska-Bajon | Dorota Trzaska        | 13 listopada 2024  |
|         |              |                       |                       |                    |
| 4       | Porażka      | Jagoda Szelc          | Klara Kochańska-Bajon | 13 listopada 2024  |
|         |              |                       |                       |                    |
| 5       | #Protest     | Jagoda Szelc          | Nina Lewandowska      | 13 listopada 2024  |
|         |              |                       |                       |                    |
| 6       | Nokaut       | Klara Kochańska-Bajon | Dorota Trzaska        | 13 listopada 2024  |
|         |              |                       |                       |                    |